# El Nazareno (Almería)
El Nazareno es una localidad y pedanía del municipio de Níjar, Almería, España. Es conocido en la zona como cortijo Las Piedras, una antigua finca agrícola construida en el año 1979.
Esta zona se encuentra a 7 kilómetros de San José (Níjar) y a 12 kilómetros de Cabo de Gata, (Almería).

## Geografía humana

### Organización territorial
La pedanía de El Nazareno carece de un núcleo urbano como tal, basándose su población en cortijos dispersos por el área. Además, en la últimas décadas se ha estando desarrollando en los alrededores poblados chabolistas, algunos de gran extensión, como El Walili, recientemente desalojado.

## Demografía
Datos de población de los últimos años, según el INE español:
| Gráfica de evolución demográfica de El Nazareno entre 2000 y 2024 |
|                                                                   |
| Datos según el nomenclátor publicado por el INE.                  |

### Comunicaciones
El Nazareno se sitúa a lo largo de la carretera AL-3201.

### Economía
Se basa en la agricultura intensiva de cultivo en invernadero de hortalizas y vegetales.

## En las artes y la cultura popular
El paisaje de El Nazareno y sus cortijos han sido escenario del rodaje de largometrajes tales como The Rat Patrol, El bueno, el feo y el malo y El verdugo.